# Michael Sauer
Michael Curtis "Mike" Sauer, född 7 augusti 1987, är en amerikansk före detta professionell ishockeyback som tillbringade fyra säsonger i den nordamerikanska ishockeyligan National Hockey League (NHL), där han spelade för ishockeyorganisationen New York Rangers. Han producerade 18 poäng (fyra mål och 14 assists) samt drog på sig 96 utvisningsminuter på 98 grundspelsmatcher. Sauer spelade också för Hartford Wolf Pack i American Hockey League (AHL) samt Portland Winter Hawks och Medicine Hat Tigers i Western Hockey League (WHL).
Han draftades av New York Rangers i andra rundan i 2005 års draft som 40:e spelaren totalt.
Sauer tvingades avsluta sin spelarkarriär i förtid på grund av postkommotionellt syndrom efter att ha blivit tacklad av Dion Phaneuf vid en match mellan New York Rangers och Toronto Maple Leafs i Madison Square Garden den 5 december 2011. Direkt efter Sauer blev tacklad, flög hans hjälm av och han träffade sargkanten med bakhuvudet.
Han är bror till den före detta ishockeyspelaren Kurt Sauer, som spelade för Mighty Ducks of Anaheim, Colorado Avalanche och Phoenix Coyotes i NHL, och den före detta utövaren av amerikansk fotboll Craig Sauer, som spelade för Atlanta Falcons och Minnesota Vikings i National Football League (NFL). Bröderna var också tvungna att avsluta sina karriärer i förtid på grund av hjärnrelaterade skador.

## Statistik
| Källa: Utv = Utvisningsminuter | Källa: Utv = Utvisningsminuter | Källa: Utv = Utvisningsminuter |                                                   | Grundserie                                        | Grundserie                                        | Grundserie                                        | Grundserie                                        | Grundserie                                        |                                                   | Slutspel                                          | Slutspel                                          | Slutspel                                          | Slutspel                                          | Slutspel |
| Säsong                         | Lag                            | Liga                           | Matcher                                           | Mål                                               | Assist                                            | Poäng                                             | Utv                                               | Matcher                                           | Mål                                               | Assist                                            | Poäng                                             | Utv                                               |                                                   |          |
| ------------------------------ | ------------------------------ | ------------------------------ | ------------------------------------------------- | ------------------------------------------------- | ------------------------------------------------- | ------------------------------------------------- | ------------------------------------------------- | ------------------------------------------------- | ------------------------------------------------- | ------------------------------------------------- | ------------------------------------------------- | ------------------------------------------------- | ------------------------------------------------- | -------- |
| 2003–2004                      | St. Cloud Tech Tigers          |                                | 18                                                | 12                                                | 16                                                | 28                                                | 34                                                | —                                                 | —                                                 | —                                                 | —                                                 | —                                                 |                                                   |          |
| 2004–2005                      | Portland Winter Hawks          | WHL                            | 32                                                | 2                                                 | 11                                                | 13                                                | 10                                                | —                                                 | —                                                 | —                                                 | —                                                 | —                                                 |                                                   |          |
| 2005–2006                      | Portland Winter Hawks          | WHL                            | 59                                                | 8                                                 | 23                                                | 31                                                | 68                                                | 12                                                | 4                                                 | 2                                                 | 6                                                 | 8                                                 |                                                   |          |
| 2006–2007                      | Portland Winter Hawks          | WHL                            | 33                                                | 4                                                 | 8                                                 | 12                                                | 46                                                | —                                                 | —                                                 | —                                                 | —                                                 | —                                                 |                                                   |          |
|                                | Medicine Hat Tigers            | WHL                            | 32                                                | 1                                                 | 10                                                | 11                                                | 29                                                | 23                                                | 1                                                 | 5                                                 | 6                                                 | 34                                                |                                                   |          |
| 2007–2008                      | Hartford Wolf Pack             | AHL                            | 71                                                | 4                                                 | 7                                                 | 11                                                | 80                                                | 2                                                 | 0                                                 | 0                                                 | 0                                                 | 0                                                 |                                                   |          |
| 2008–2009                      | New York Rangers               | NHL                            | 3                                                 | 0                                                 | 0                                                 | 0                                                 | 0                                                 | —                                                 | —                                                 | —                                                 | —                                                 | —                                                 |                                                   |          |
|                                | Hartford Wolf Pack             | AHL                            | 64                                                | 6                                                 | 17                                                | 23                                                | 35                                                | 6                                                 | 0                                                 | 0                                                 | 0                                                 | 10                                                |                                                   |          |
| 2009–2010                      | Hartford Wolf Pack             | AHL                            | 42                                                | 3                                                 | 9                                                 | 12                                                | 45                                                | —                                                 | —                                                 | —                                                 | —                                                 | —                                                 |                                                   |          |
| 2010–2011                      | New York Rangers               | NHL                            | 76                                                | 3                                                 | 12                                                | 15                                                | 75                                                | 5                                                 | 0                                                 | 1                                                 | 1                                                 | 0                                                 |                                                   |          |
| 2011–2012                      | New York Rangers               | NHL                            | 19                                                | 1                                                 | 2                                                 | 3                                                 | 21                                                | —                                                 | —                                                 | —                                                 | —                                                 | —                                                 |                                                   |          |
| 2012–2013                      | New York Rangers               | NHL                            | Spelade ej på grund av postkommotionellt syndrom. | Spelade ej på grund av postkommotionellt syndrom. | Spelade ej på grund av postkommotionellt syndrom. | Spelade ej på grund av postkommotionellt syndrom. | Spelade ej på grund av postkommotionellt syndrom. | Spelade ej på grund av postkommotionellt syndrom. | Spelade ej på grund av postkommotionellt syndrom. | Spelade ej på grund av postkommotionellt syndrom. | Spelade ej på grund av postkommotionellt syndrom. | Spelade ej på grund av postkommotionellt syndrom. | Spelade ej på grund av postkommotionellt syndrom. |          |
| NHL totalt                     | NHL totalt                     | NHL totalt                     | 98                                                | 4                                                 | 14                                                | 18                                                | 96                                                | 5                                                 | 0                                                 | 1                                                 | 1                                                 | 0                                                 |                                                   |          |
| AHL totalt                     | AHL totalt                     | AHL totalt                     | 177                                               | 13                                                | 33                                                | 46                                                | 160                                               | 8                                                 | 0                                                 | 0                                                 | 0                                                 | 10                                                |                                                   |          |
| WHL totalt                     | WHL totalt                     | WHL totalt                     | 156                                               | 15                                                | 52                                                | 67                                                | 153                                               | 35                                                | 5                                                 | 7                                                 | 12                                                | 42                                                |                                                   |          |